# Colle delle Selle Vecchie
Il colle delle Selle Vecchie o, in francese, Col de la Celle Vieille, è un valico delle Alpi liguri situato a 2097 m s.l.m. sul confine italo-francese.

## Etimologia
il nome del valico deriva probabilmente da un antico toponimo quale Col des Sels Vieils (Colle dei vecchi sali), che si riferiva al sale trasportato attraverso il passo dal Mar Ligure al Piemonte.

## Descrizione
Il colle si apre tra la cima di Pertegà (a nord) e la Cime de l'Eveque, ed è collocato sullo spartiacque della catena principale alpina. Amministrativamente il punto di valico è alla convergenza tra il comune italiano di Briga Alta (CN), quello francese di Tende e una exclave del comune di La Brigue, anch'esso in Francia (FR-06). Idrograficamente il colle divide le alte valli del Tanaro (bacino padano, a est) e della Roia (bacino del mar Ligure, a ovest). Da un punto di vista orografico separa invece i due supergruppi che costituiscono le Alpi del Marguareis, la catena del Saccarello (a sud del valico) e la catena Marguareis-Mongioie (a nord).

## Storia
Il colle, un tempo appartenente completamente all'Italia, è oggi diviso tra Italia e Francia: il trattato di Parigi fa infatti transitare il confine tra le due nazioni per il Colle delle Selle Vecchie.

## Accesso
Il passo è raggiungibile da Monesi (IM) per una strada sterrata ex-militare. Dal punto di valico è possibile proseguire per lo sterrato che, tenendosi nei pressi dello spartiacque principale, si dirige verso il Colle di Tenda..

### Cartografia
- Cartografia ufficiale italiana in scala 1:25.000 e 1:100.000, Istituto Geografico Militare.
- Cartografia ufficiale francese, Institut géographique national.
- Carta dei sentieri e stradale scala 1:25.000 n. 16 Val Vermenagna Valle Pesio Alta val Ellero Parco naturale del Marguareis, Ciriè, Fraternali editore.
- Carta in scala 1:50.000 n. 8 Alpi Marittime e Liguri, Torino, Istituto Geografico Centrale.